# Гавану (Васлуј)
Гавану (рум. Găvanu) насеље је у Румунији у округу Васлуј у општини Богдана. Oпштина се налази на надморској висини од 213 m.

## Становништво
Према подацима из 2002. године у насељу је живело 104 становника, од којих су сви румунске националности.